# Kétpúpú teve

A kétpúpú teve mozgása

A kétpúpú teve (Camelus bactrianus) vagy baktrián (az ókori Baktria nevéből), melyet korábban azonosnak tartottak a vadon élő szintén kétpúppal rendelkező tevével, az úgynevezett Camelus ferusszal - az újabb DNS-vizsgálatok azt mutatják, hogy a házi- és a vadállat, két különböző fajba tartozik - egy nagyrészt háziasított közép-ázsiai teveféle. Rokonával, az eredetileg Afrikában és Arab-félszigeten elterjedt dromedárral szemben hátán két púp magasodik.

## Előfordulása
Eredeti elterjedési területe Közép-Kazahsztántól Dél-Mongólián és Északnyugat-Kínán át a Sárga-folyó nagy ívéig húzódik. Az i. e. 3. évezredben háziasítani kezdték. Teherhordásra és más munkákra Ázsia sok részén használják, háziasított állományát 2,5 millió példányra becsülik. Kis-Ázsiától Mandzsúriáig megtalálható. Északi irányban egészen Omszkig megtalálható.
A vadon élő populációkat a vadászat megritkította. A 19. században elterjedési területük nyugati részén kihalt, és az 1920-as években keleten is nagymértékben csökkent a népessége. 2003-ban az IUCN jelentése szerint 950 egyede élt vadon három populációban: a Takla-Makán-sivatagban és a kínai Xinjiang tartományban összesen 600, a Góbi-sivatagban 350.
A fajt vad állapotban jelenleg a kihalás fenyegeti. Mindössze négy szabad populációja ismert, ebből három Kelet-Kínában, egy pedig a kínai–mongol határvidéken, az Ordoszban és környékén él. Háziasított változatával jóval szélesebb körben találkozhatunk a Himalája vonulataitól északra. Kiválóan alkalmazkodott a Góbiban és a Takla-Makánban uralkodó szélsőséges, sivatagi időjárási körülményekhez, elviseli a télen akár ‒29 °C-ra süllyedő és a nyáron majdnem 40 °C-ig emelkedő hőmérsékletet, illetve a táplálék- és vízhiányt. Télen a folyópartokon tartózkodnak, nyárra a száraz sztyeppékre és a félsivatagokba vándorolnak.

## Élőhelye
Sokat vándorol. Élőhelye magában foglal sziklás hegyvidékeket csakúgy, mint a lapos sivatagot, a köves síkságokat, mint a homokdűnéket. Az életfeltételek zordak: a növényzet ritkás, a víztartalék kevés, a hőingás szélsőséges: télen −40 °C, nyáron 40 °C között ingadozik. A tevék előfordulását a víz határozza meg: esők után nagy csapatok gyűlnek össze a folyópartokon vagy a hegyek lábánál ahol nyáron a víz patakokban folyik, télen pedig hó formájában lelhető fel.

## Alfajai
A nagy területen élő kevés példányt valószínűleg három alfajba lehet sorolni, ámbár ilyen irányú kutatási eredmények még nem állnak rendelkezésünkre. Bonyolítja a helyzetet, hogy mindössze egyetlen populáció nem érintkezik a háziasított tevékkel, míg a többinél keveredés is történhet.
A mai állattani vélemények szerint a C. bactrianus és a dromedarius a C. ferus két külön alfajától származik, habár nincsenek arra bizonyítékok, hogy a C. ferus elterjedt volna azokon a vidékeken, ahol a legkorábbi kétpúpú tevemaradványokat megtalálták.
A Góbi-sivatag Gashun Gobi részén élő vad tevék mind génjeikben, mind viselkedésükben jelentősen különböznek háziasított társaitól. Az alap genetikai kódok között 3%-os eltérést mutattak ki. A vad tevék alacsony száma miatt azonban nem tudhatjuk, hogy eredetileg mekkora lehetett a különbség egy populáción belül. Egy másik jelentős különbség, hogy a vad tevék meg tudják inni a sáros sós vizet is, amire a háziasított tevék képtelenek.

## Megjelenése

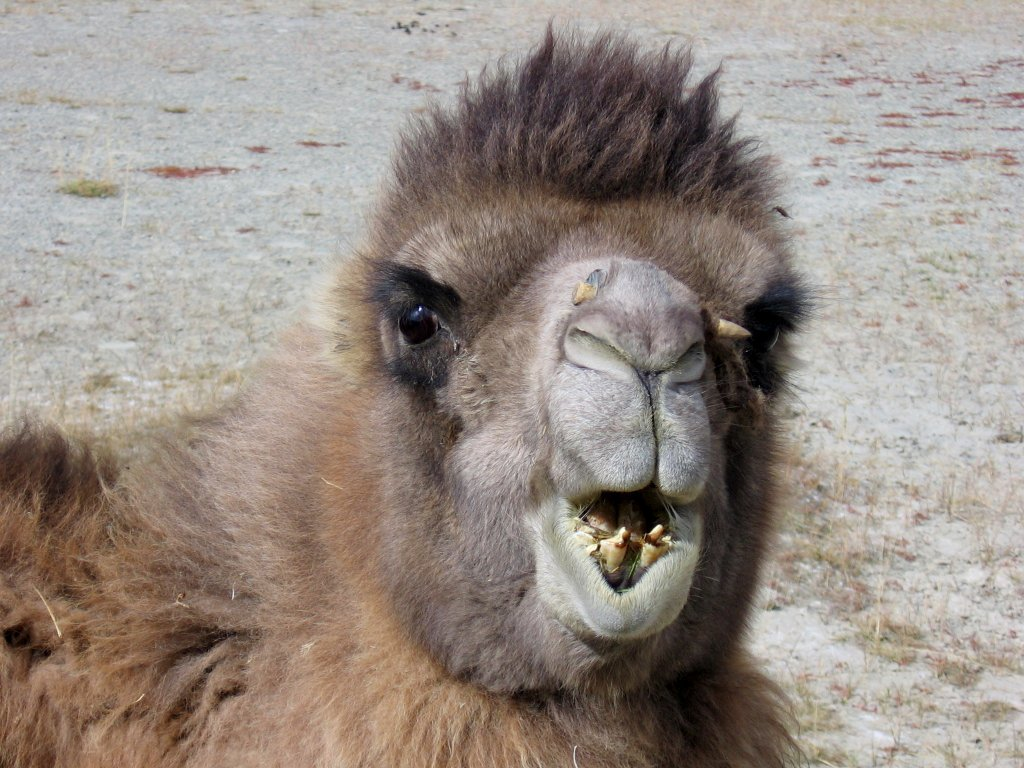
Kétpúpú teve feje a nyugat-kínai Karakulban

A baktrián szőre vastag, bozontos és durva, színe változatos: a piszkosfehértől a homokszínűn át a csokoládébarnáig terjedhet. A nyak alján hosszabbak a szőrszálak, mintegy szakállként lógva az állaton. Hosszú nyakán behúzva hordja fejét. Arca hosszú, közel háromszög alakú, felső ajka hasított. A homokvihartól és az erős széltől a zárható orrlyukak mellett a szőrös fül és a dupla szempillasor védi a tevét. A vadon élő kétpúpú tevék szőre világos, többnyire homokszínű, és kevésbé olyan vastag, mint háziasított fajtársaiké. Karcsúbbak, púpjaik hegyesebbek. Lábujjaikat kérges párnák védik. Gyomra több kamrából áll, ami a növényi eledel hatékonyabb emésztését segíti. Gyorsan vedlik, egyszerre nagy területeken csomókban válik le a szőr.

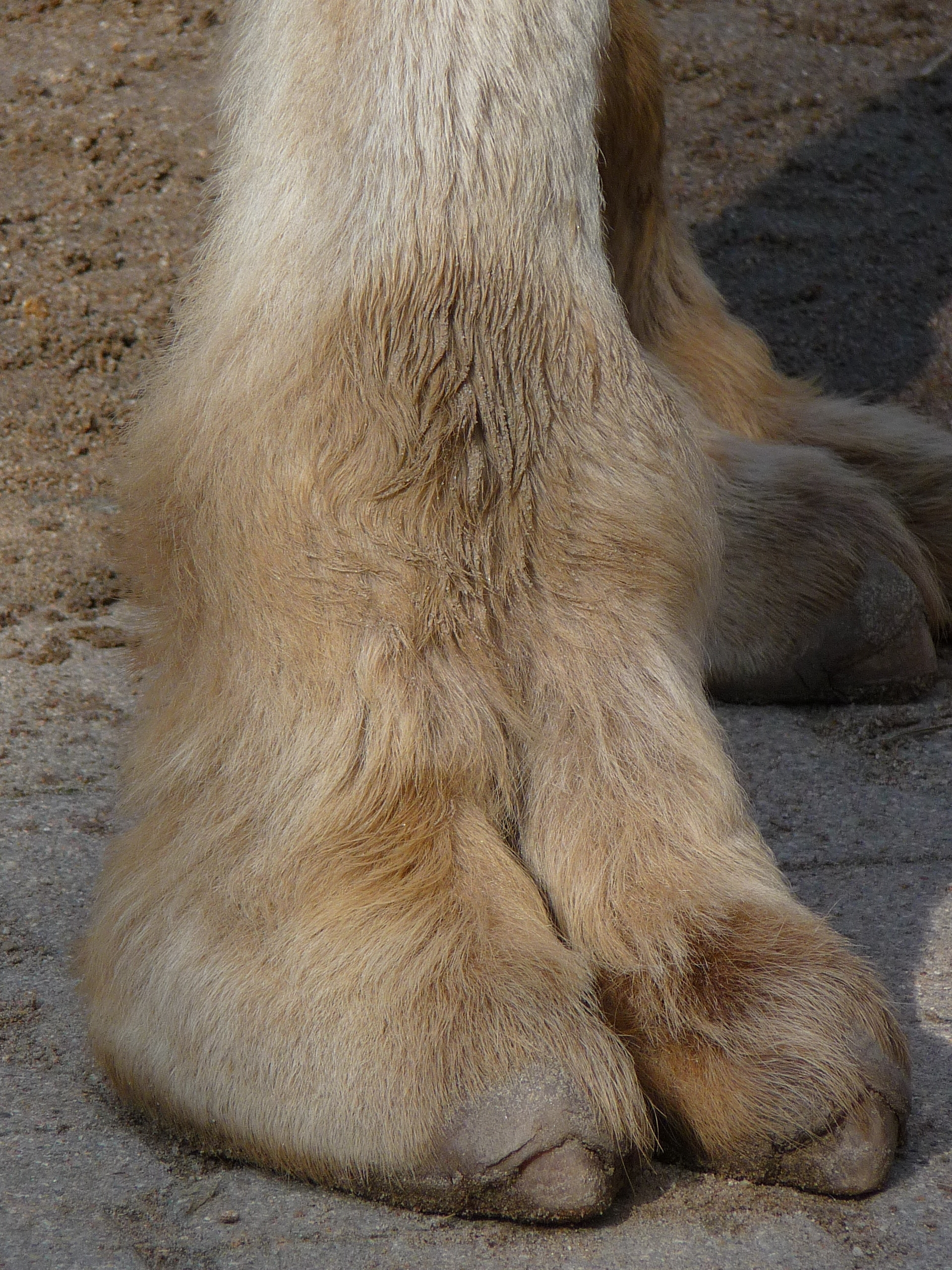
Kétpúpú teve mellső lába

Rokonától azonnal megkülönbözteti két púpja. A fajra jellemző maximális testhossz mintegy 3,5 méteres (átlagosan mintegy 3 méter), míg a marmagasság az első púpnál kb. 1,80-2,30 méter. A kétpúpú teve testtömege 300-816 kilogramm között mozoghat (a nőstények súlya kisebb a hímekénél). A vadon élő példányok kisebbek és fakóbbak a háziasítottaknál. Farka rövid, 35–55 cm.
A sivatagos területen való túlélését számos módosulás segíti. A vesékben a Henle-kacsok meghosszabbodtak, hogy jobban be tudják sűríteni a vizeletet, és ezzel csökkentsék a vízveszteséget. Vörös vértestjei ovális alakúak, ami lehetővé teszi, hogy a teve túlélje a vízmérgezést, amikor pótolja a vízveszteséget. Testhőmérséklete akár 6-8 °C-ot is ingadozhat, ami csökkenti a túlhevülés és az izzadás általi kiszáradás veszélyét.
37 pár kromoszómája van. Testhőmérséklete akár a 42 °C-t is elérheti, károsodás nélkül.

## Életmódja

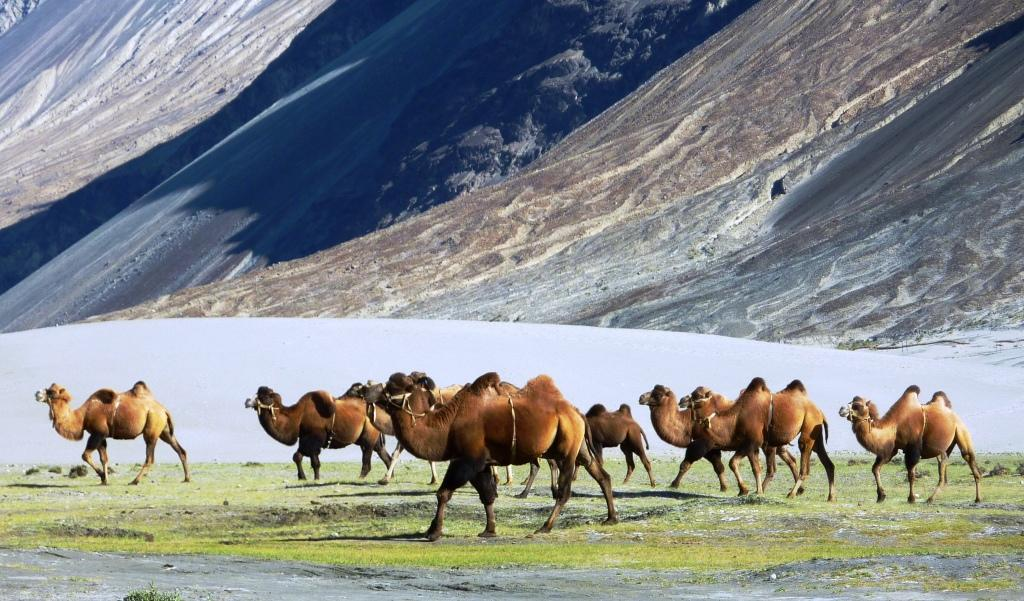
Kétpúpú tevék a Nubra völgyben (India)

A vadon élő baktrián kisebb, kb. 30 példányt számláló csordákban él, amelyeket egy domináns csődör vezet. A hierarchia kialakítása elsősorban a párzási időszakban, agresszív harcokban dől el, ilyenkor a teve köp és harap.
Nappali állat, éjszaka a szabad ég alatt alszik. Alapvetően növényevő; bármilyen növényt megeszik, még a sósakat és a töviseseket is. Élőhelyén igen csekély mennyiségű táplálék akad, ezért olykor kénytelen döghúsra, csontokra, bőrre fanyalodni. Előfordul, hogy a tevék emberi tárgyakat, például szandálokat, köteleket, takarókat, sőt egész sátrakat is elfogyasztanak. Ez a táplálkozási mód lehetővé teszi, hogy a gyér növényzetű helyeken is túléljenek. Táplálékát először alig megrágva nyeli le, ami előemésztésre az előgyomorba kerül, amit visszaböfögve most már jobban megrág. Az emésztés folyamata a kérődzőkére emlékeztet, habár a tevék nem tartoznak a kérődzők közé. Emésztésük a kérődzőkétől külön utakon fejlődött, ami abban is megnyilvánul, hogy előgyomrukban mirigyek vannak.
Víz nélkül hónapokig bírják, de ennek fejében ha csak lehet, teleisszák magukat. Mérések szerint egy alkalommal alig 10 perc alatt mintegy 114 liter vizet is képesek meginni, amely akár sós vagy brakkvíz is lehet. A téli időszakban a növényekből vagy hóból nyernek vizet. A hó és a jég hasznosítása kiterjeszti élőhelyüket. Mivel a hó és a jég látens hője nagy mértékben meghaladja a víz hőkapacitását, ezért ez a vízszerzési mód sok energiát igényel, így nem tudnak egyszerre sok hót vagy jeget fogyasztani. A kérődző tevék igen kemény, éles levelű növényekkel is megbirkóznak erős szájuknak köszönhetően. A dromedárhoz hasonlóan a baktrián is zsírt tartalékol púpjaiban, amelyek löttyedtté válnak, ha a bennük rejlő tartalékokat felhasználják.
Ha a lépésnél gyorsabban kell haladni, akkor egyszerre az azonos oldali lábaikat emelik fel. Csúcssebességként 65 km/h-t jegyeztek fel, de csak rövid ideig tudja ezt a sebességet tartani. Kiválóan úszik. Fő érzékeik a látás és a szaglás.
Egyedüli természetes ragadozója a szürke farkas, amely falkában támad a legyengült egyedekre. Mivel elterjedési területe egyre szárazabb, ezért a farkasok az oázisok közelében egyre többször támadnak. A kaszpi tigris is vadászott rá, de ez az alfaj a kipusztulás szélére került, ezért nem jelentős.

## Szaporodása

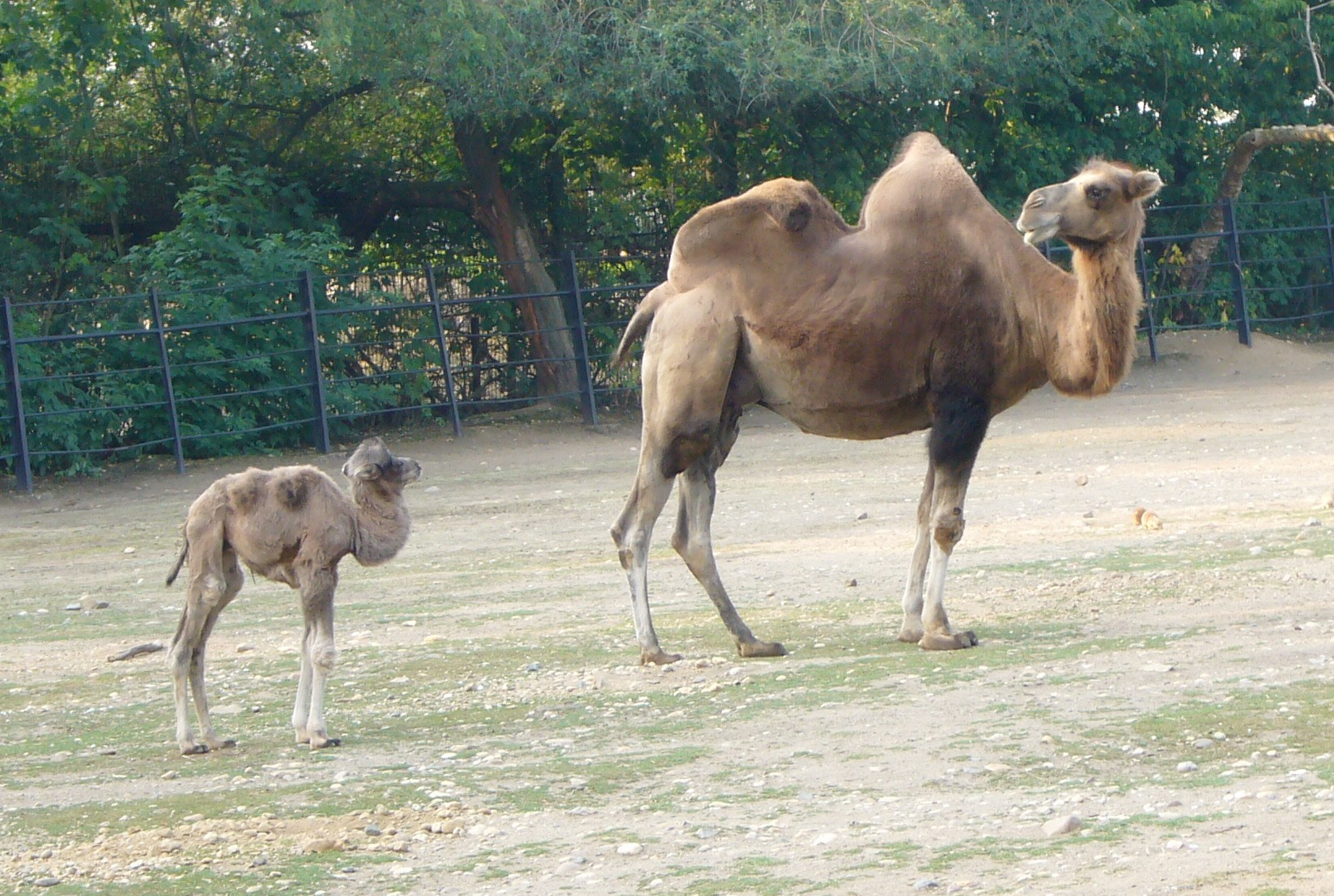
Felnőtt baktrián csikóval a prágai állatkertben

Az őszre eső párzási időszakban a csődörök kifejezetten erőszakossá válnak, és kisebb háremeket alakítanak ki maguknak. A csikók kb. 12-13 hónapos vemhességet követően, márciusban vagy áprilisban jönnek világra, és már pár órásan képesek felállni és járni. Az ikerszülés ritka. A születéskori testsúly 36 kg körüli. A szoptatás kb. 1,5 évig húzódik el, de a csikók ivarérettségük eléréséig, azaz 3-5 éves korukig anyjukkal maradnak, és segítenek anyjuknak felnevelni testvéreiket. A kancák két évente szülnek. Várható élettartamuk 20-30 év, de akár 50 évig is élhetnek. A vad tevék néha kereszteződnek háziasított vagy elvadult tevékkel is.

## Védettsége
A vadon élő kétpúpú tevét egészen 1957-es újrafelfedezéséig kihaltnak hitték. A vad kétpúpú tevék genetikai vizsgálatai során kiderült, hogy szignifikánsan eltérnek a háziasítottaktól, azaz nem visszavadult egyedekről van szó. A populációk azonban nagyon kis létszámúak, Mongóliában kb. 400-700, Kínában alig 200 egyed él.
Mindkét országban fenyegeti őket a vadászat, mivel táplálékkonkurensei a háziasított fajtársaiknak, illetve a farkasok támadásai is gyorsítják kipusztulásukat. Veszélyt jelenthet az is, hogy kereszteződhetnek a házitevékkel, így a genetikailag különálló, vad populáció felhígulhat, esetleg eltünhet. Kínában különböző tervezett nagyipari beruházások (kaolinbányászat, földgázvezeték-építés) is negatív irányba befolyásolhatják a Góbi tevéinek életét. A jelentős megfigyelt és prognosztizált példányszámcsökkenés miatt a Természetvédelmi Világszövetség a faj helyzetét kritikusnak minősíti.
A 2001-es becslések szerint 600 baktrián élt Kínában és 350 a Góbi-sivatagban, ahol természetvédelmi területet alakítottak ki. Kínában és Mongóliában 15 vad kétpúpú tevét tartanak fogságban.

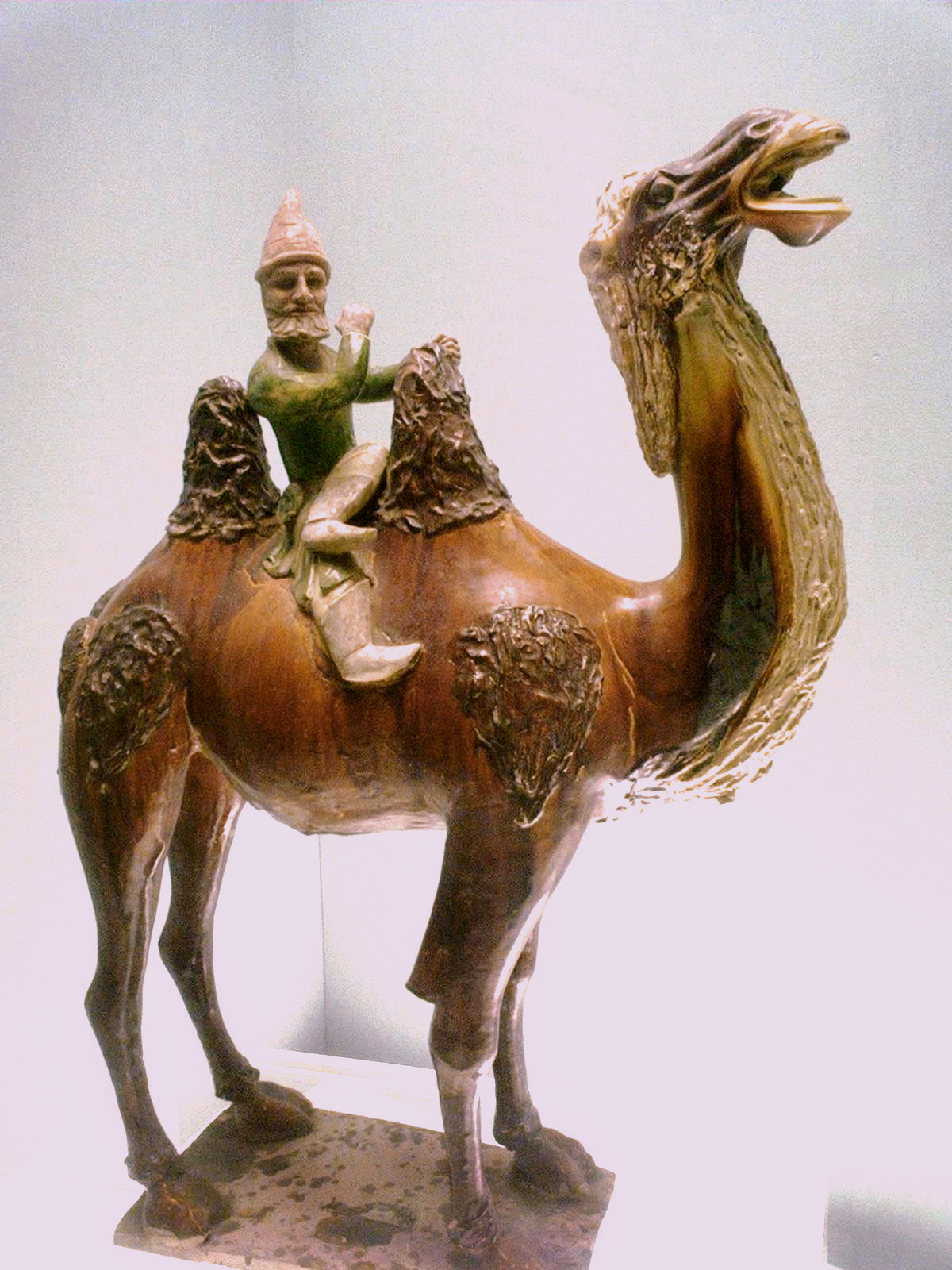
Nyugati férfi teveháton (kerámia, Kína, Tang-kor)

Az IUCN listáján 2002 óta kritikusan veszélyeztetettként szerepel. 2033-ra 84%-os csökkenés várható. A mongol populáció 1984 óta csökkent 650-ről 350-re, és a kínai populáció évi 20 egyeddel csökken, akiket vadászok vagy bányászok ölnek meg.
1980–1981-ben a kínai tudományos akadémia kutatócsoportja Xia Xuncheng vezetésével a Lop Nor sivatagba utazott, ahol feltérképezték az elterjedését. John Hare 1992-ben a Gashun Gobi sivatagban és 1995–1999-ben a Lop Norban végzett felméréseket. 1997-ben társaival megalapította a Wild Camel Protection Foundationt, ami a vad tevék védelmét szolgálja. A kínai kormánnyal együttműködve egy nagy védett területet alakítottak ki számukra, amit az ENSZ természetvédelmi csoportja, az UNEP támogatott.
1999 március 18-án ezt a területet a Chinese State Environment Protection Administration of China (SEPA) a vad tevék rezervátumává tette Xinjiang Lop Nur Nature Sanctuary of China néven. Területe 107 768 km², és magában foglalja a Lop Nor medencéjét és a kínai Lop Nor fegyvertesztelési területet. Határaihoz három más természetvédelmi terület tartozik: Arjin Shan Reserve (15 000 km²), Annanba Protected Area (3960 km²) és Wanyaodong (333 km²). Más források az Arjin Shan Lop Nur Nature Reserve-ről szólnak, aminek mérete 65 000 km².
2001-ben az odavezető 15 út közül csak ötöt felügyeltek. 1998. november 6-ától 2001-ig a Global Environment Facility = GEF a Projekt 600 keretében 750 000 dollárral támogatta. A továbbiakban a Xinjiang Uygur autonóm tartomány vette át a költségeket mind az utazás, mind a munkatársak fizetésére.
A területet azok a munkások veszélyeztetik, akik a közelben bányásznak. A tevéket élelemszerzésként vagy sportból vadásszák, habár ez a vadászat szigorúan tilos. Egy föld alatti gázvezetéknek meg kellett változtatni a nyomvonalát, hogy ne a rezervátumon át húzódjon.
A baktrián 2007-ben az EDGE projekt tíz kiemelt fajának egyike lett. Ezeket a fajokat különös fontossággal kezelik a fajmegőrzési programban. Vadon ezernél kevesebb egyede él, és az állomány hanyatlik. Az összes fenyegetés az ember tevékenységéhez köthető. Az élőhely az infrastruktúra fejlesztése, a bányászat és az ipari tevékenység miatt szűkül. A növekvő emberi népesség miatt kénytelenek megosztani az erőforrásokat a házi tevékkel. A pásztorok nem génbankként, hanem vetélytársként kezelik őket. A házi tevékkel való keveredés a génkészlet felhígulását okozhatja.
A WCPF támogatásával Mongólia és Kína két természetvédelmi területet alapított a Góbi sivatagban, a Great Gobi Reserve A-t 1982-ben, és az Arjin Shan Lop Nur Nature Reserve-et Kínában. Továbbá indult egy kis fogságban tenyésztő program is a visszatelepítés szándékával.

## A teve és az ember

### Háziasítás

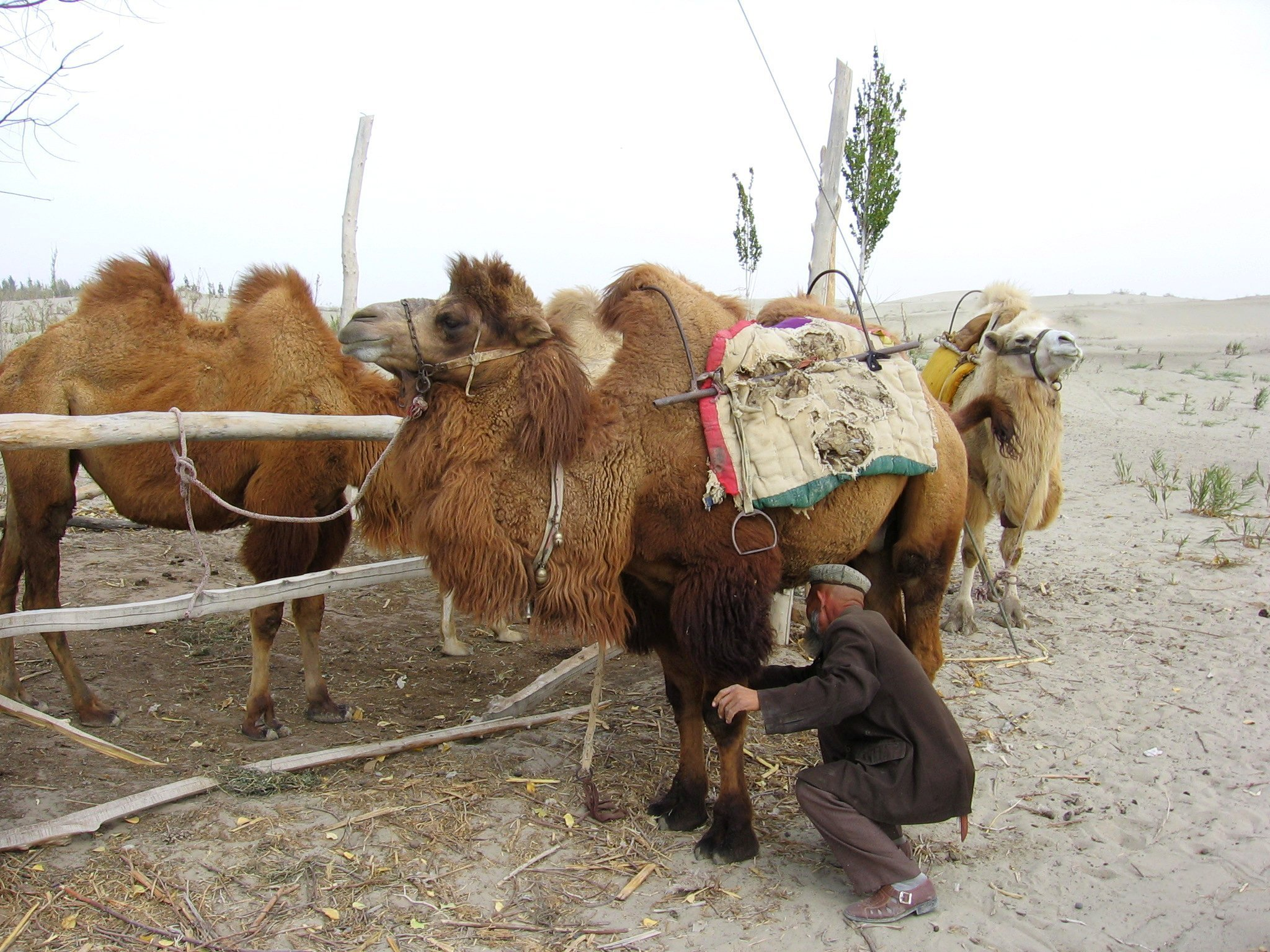
Kétpúpú tevék egy kínai ujgur faluban

A kétpúpú tevék háziasítására az egypúpú tevétől függetlenül Kr. e. 2500 körül került sor Turkesztánban vagy Északkelet-Afganisztánban, és igénytelenségük, valamint nagy teherbírásuk miatt a mai napig népszerűek Ázsia vidékein (számuk mintegy 2 000 000). Főként teherhordásra használják. A beszámolók szerint 170–270 kg-os teherrel egy nap alatt 47 km-t képesek megtenni. A teve trágyája kiváló fűtőanyag, zsírja a főzésben használható, szőréből textília készül, húsa és teje fogyasztható.
A tevék kb. egyéves korukra tanulják meg az emberi parancsokat, eztán jellemzően karavánokban közlekednek. Mivel a faj haladás közben egyszerre egy oldalon emeli meg a lábait, járása jellegzetesen hullámzó. Egy kifejlett példány 170-270 kilogrammnyi terhet bír el, és felmálházva napi 47 kilométert is megtehet.
A művészetben is megjelenik, például Tang-kori (618–907) kerámiákon a Tarim-medence lakosaival együtt.
A baktrián állatkertekben is gyakori, jól szaporodik, és cirkuszokban is sokszor látható. A legtöbb itteni kétpúpú teve a háziasítottak közül származik.

### Állatkertekben
Szinte minden állatkertben élnek kétpúpú tevék. Magyarországon a Budapesti Állatkertben, a Nyíregyházi Állatparkban, a Veszprémi Állatkertben, a Kecskeméti Vadaskertben, a Győri Állatkertben, a Miskolci Állatkertben, a Jászberényi Állatkertben, a Szegedi Vadasparkban és a Gyöngyösi Állatkertben tartanak baktriánokat.

### A vad tevék felfedezése
Első kutatóként az orosz Nyikolaj Prsewalski talált 1876-ban vadon élő baktriánokat a Karakoshun tó partján, a Tarim-medence keleti részén, a Takla-Makán sivatag és a Kuruktán között a kínai Xinjiang Ujgur tartományban. Sikerült néhány állatot befognia, és tudományosan leírnia. Sven Hedin is talált vad tevéket 1901-ben ugyanezen a környéken, a Kum-darja mellett Lop Nor közelében. 1927-ben A. D. Szimukov tanulmányozta az elterjedésüket és az életmódjukat.
A 19. század végén ez a vidék tele volt tevékkel, de a vadászat miatt a 20. század első évtizedeiben az elterjedési terület a ma ismertekre szakadt szét.

### Dokumentumfilmek
- A pityergő teve története  egy 2003-as mongol dokumentumfilm, amiben egy nomád mongol család egy sámán segítségével azon fáradozik, hogy egy fehér tevecsikót elfogadjon az anyja, aki elutasította a nehéz szülés után.
- A Planet Earth: "Deserts" két hónapon át követi a vad tevéket a Góbi sivatagban. Tartalmaz naplószerű bejegyzéseket, amelyek a technikai nehézségekről szólnak.

## Evolúciója
Az 1980-as évekre leletek egész sora tanúsította, hogy a tevefélék először Észak-Amerikában jelentek meg 30 millió évvel ezelőtt. Kis testűek voltak, és a forró éghajlathoz alkalmazkodtak. A pleisztocén kezdetére (2 millió éve) már ma ismert formájukra alakultak, és sokuk átvándorolt a Bering-szoroson a jégkorszak kezdete miatt. Az Amerikában maradt tevefélék délre vándoroltak, és ma csak Dél-Amerikában élnek.

## Képek
|  |  |  |  |